# Heidelberg (Gauteng)

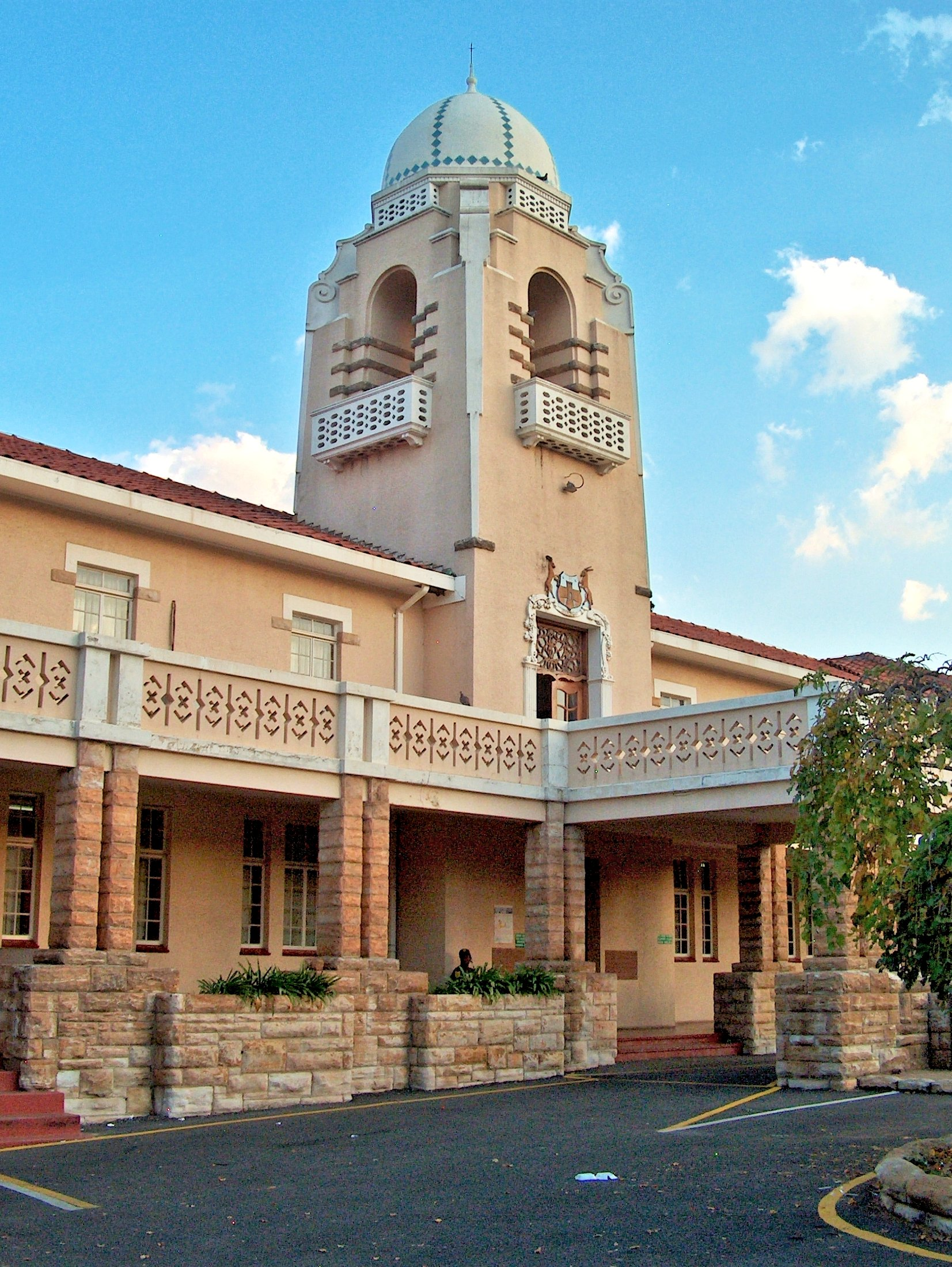
Het stadhuis (stadsaal)

Heidelberg is een plaats in de Zuid-Afrikaanse provincie Gauteng, en heeft ongeveer 36.000 inwoners. Heidelberg ligt ongeveer 50 km ten zuidoosten van Johannesburg.
Heidelberg werd in 1862 gesticht door de Duitser Heinrich Julius Ueckermann, die de nederzetting noemde naar Heidelberg, de plaats waar hij gestudeerd had.
In de Eerste Boerenoorlog van 1880/1881 fungeerde Heidelberg als hoofdstad van de Zuid-Afrikaansche Republiek, een van de boerenrepublieken. Tijdens de Tweede Boerenoorlog richten de Britten in Heidelberg een concentratiekamp in, waar vrouwen en kinderen van boerenstrijders onder primitieve omstandigheden werden vastgehouden met grote sterfte tot gevolg.
Bij Heidelberg ligt het Suikerbosrand Natuurreservaat.
In Heidelberg staat het huis van A.G. Visser (1878 - 1929), een bekende vroege dichter in het  Afrikaans.

## Subplaatsen
Het nationaal instituut voor de statistiek, Stats SA, deelt sinds de census 2011 deze hoofdplaats in in 12 zogenaamde subplaatsen (sub place), waarvan de grootste zijn:
Heidelberg SP • Rensburgdorp.

## Geboren
- Godfrey Khotso Mokoena (6 maart 1985), atleet